# Hecamede nuda
Hecamede nuda är en tvåvingeart som beskrevs av Wirth 1956. Hecamede nuda ingår i släktet Hecamede och familjen vattenflugor. Inga underarter finns listade i Catalogue of Life.